# Магнус Андерсен
Магнус Кофод Андерсен (дан. Magnus Kofod Andersen, нар. 10 травня 1999, Гундестед, Данія) — данський футболіст, півзахисник італійського клубу «Венеція».

## Ігрова кар'єра

### Клубна
Магнус Андерсен починав займатися футболом у своєму рідному місті Гундестед. У віці 10 - ти років він опинився у футбольній академії клубу «Норшелланн». Першу гру на профксійному рівні Андерсен провів у липні 2017 року.
У травні 2022 року стало відомо, що після закінчення контракту футболіст залишить клуб. Вже 26 травня Андерсен підписав трирічний контракт з італійським клубом «Венеція». Першу гру в Серії В футболіст провів 14 серпня 2022 року.

### Збірна
У 2019 році Магнус Андерсен взяв участь у молодіжному чемпіонаті Європи, що проходив в Італії. Також у 2021 році футболіст виступав у складі молодіжної збірної Данії на молодіжній першості Європи у Словенії та Угорщині.